# سوزان هاو
سوزان هاو (متولد ۱۰ ژوئن ۱۹۳۷) شاعر، محقق، مقاله‌نویس و منتقد آمریکایی است که از بین جریان‌های متعدد، با شاعران زبان‌گرا ارتباط نزدیکی داشته‌است. کارهای او اغلب به عنوان پست مدرن طبقه‌بندی می‌شود زیرا مفاهیم سنتی ژانر (داستان، مقاله، نثر و شعر) را گسترش می‌دهد. بسیاری از کتاب‌های هاو دارای منابع تاریخی، اسطوره ای و دیگر منابعی هستند که غالباً در قالبی غیرمعمول ارائه می‌شوند. کارهای او شامل پژواک‌های غنایی صدا است، اما همچنان با الگوهای اندازه‌گیری ثابت یا به‌عنوان قافیه شعری متعارف نمی‌توان آن را سنجید.
هاو مدال رابرت فراست ۲۰۱۷ را دریافت کرده‌است که توسط انجمن شعر آمریکا اعطا می‌شود. او همچنین صاحب جایزه بولینگن در شعر آمریکا در سال ۲۰۱۱ و عضو آکادمی هنر و علوم آمریکا است.

## زندگی شخصی
هاو در ۱۰ ژوئن ۱۹۳۷ در بوستون، ماساچوست متولد شد. او در نزدیکی کمبریج بزرگ شد. مادرش، مری منینگ، نمایشنامه نویس ایرلندی بود و در تئاتر دروازه دوبلین بازی می‌کرد. پدرش مارک دوولف هاو، استاد دانشکده حقوق هاروارد و زندگینامه‌نویس رسمی دادگاه عالی الیور وندل هولمز بود. عمه او هلن هاو، مونولوگ‌شناس و رمان‌نویس بود. او دو خواهر دارد، هلن هاو برایدر و فانی هاو که شاعر است. هاو در سال ۱۹۶۱ از مدرسه موزه بوستون در رشته هنرهای زیبا فارغ‌التحصیل شد. او در سال ۱۹۶۱ با نقاش، هاروی کویتمن ازدواج کرد. وی تا زمان مرگ شوهر دومش (۱۹۹۲)، دیوید فون شلگل که مجسمه‌ساز بود با او زندگی می‌کرد. شوهر سوم او، پیتر هویت هار، فیلسوف و استاد دانشگاه بوفالو، در ژانویه ۲۰۰۸ درگذشت. وی دارای دو فرزند نقاش آر اچ کویتمن و نویسنده مارک فون شلگل است. او در گیلفورد، کانتیکت زندگی می‌کند.